# La Sinistra-l'Arcobaleno
La Sinistra-l'Arcobaleno (L'Esquerra-L'Arc de Sant Martí) és una coalició política italiana, creada arran de l'Assemblea nacional de l'Esquerra i dels Ecologistes de 8-9 desembre de 2007 a Roma, amb la proposta de fer un subjecte unitai i plural de l'esquerra italiana, alternatiu al Partit Democràtic. Aplegava els partits Rifondazione Comunista, Partit dels Comunistes Italians, la Federació dels Verds i Sinistra Democratica (SD). Era oberta a altres formacions d'extrema esquerra i alternatives. Sinistra (esquerra) s'inspirava en l'equivalent alemany die linke, i l'arcobaleno en els verds.

## Història
Ja el 2000 la direcció del Partit dels Comunistes Italians proposà una federació que aplegués les forces postcomunistes, a l'esquerra de la Margherita, però fou acollida fredament per Rifondazione Comunista, encara que veia atractiva la idea de construir una formació europea d'esquerra. A les eleccions legislatives italianes de 2006 el PdCI va portar llistes unides amb Verds al Senat amb Alfonso Pecoraro Scanio.
La fundació del Partit Democràtic va empentar als moviments d'esquerra a iniciar un procés d'unificació el 21 de maig de 2007, de manera que el 7 de juny es reuniren a Roma 142 parlamentaris de RC, PdCI, Verds i SD. Els 4 ministres d'esquerra del govern de Romano Prodi van seguir una línia comuna des de juny, i pel 2 d'agost publicaren un manifest. Durant la tardor es van celebrar assemblees territorials i locals i el 20 d'octubre manifa i Estats Generals de l'Esquerra, que convocaren assemblea general el 8-9 desembre convocada per Fabio Mussi, Franco Giordano, Pecoraro Scanio i Oliverio Diliberto a la Nuova Fiera di Roma, on llegeixen una declaració d'intencions i donen per nascut el partit. No hi participa el sector Sinistra Critica de Rifondazione Comunista, més partidaris de crear una formació decididament anticapitalista.
Després de la caiguda del govern Prodi, el 5 de febrer de 2008 decidiren presentar-se a les eleccions legislatives italianes de 2008 en llista unitària i proposar cap de llista Fausto Bertinotti (RC). Giordano va fer una proposta comuna al PD de Walter Veltroni per a evitar la victòria de la centredreta, però Veltroni la va rebutjar. El 19 de febrer de 2008 arriben a un acord per la formació de les llistes: 45% per a RC, 19% per als Verds, 19% per al PdCI i 17% per a SD.
La campanya es basà en la lluita contra la precarietat laboral, el laïcisme, pau, drets civils i medi ambient, però la seva negativa a fer un govern de coalició l'apartà dels mitjans de comunicació. Però a les eleccions obté 3,08% i 3,21% i cap diputat o senador. Bertinotti dimití tant de la coalició com de Rifondazione Comunista. El PdCI abandona el projecte electoral i proposa una constituent de partits comunistes italians. SD vol mantenir-lo, i tant els verds com RC es mostren dividits al respecte.

## Composició
| Partit | Partit                                  | Ideologia             | Líder                   |
| ------ | --------------------------------------- | --------------------- | ----------------------- |
|        | Partit de la Refundació Comunista (PRC) | Comunsime             | Franco Giordano         |
|        | Partit dels Comunistes Italians (PdCI)  | Comunsime             | Oliviero Diliberto      |
|        | Federació dels Verds (FdV)              | Ecologisme            | Alfonso Pecoraro Scanio |
|        | Esquerra Democràtica (SD)               | Socialisme democràtic | Fabio Mussi             |

## Resultats electorals

### Parlament Italià
| Any  | Líder             | Vots           | %    | Diputats | +/– | Vots           | %    | Senadors | +/- |
| ---- | ----------------- | -------------- | ---- | -------- | --- | -------------- | ---- | -------- | --- |
| 2008 | Fausto Bertinotti | 1,124,298 (#6) | 3.08 | 0 / 630  | Nou | 1,053,228 (#6) | 3.21 | 0 / 315  | Nou |